# Buffalo Electric Vehicle Company

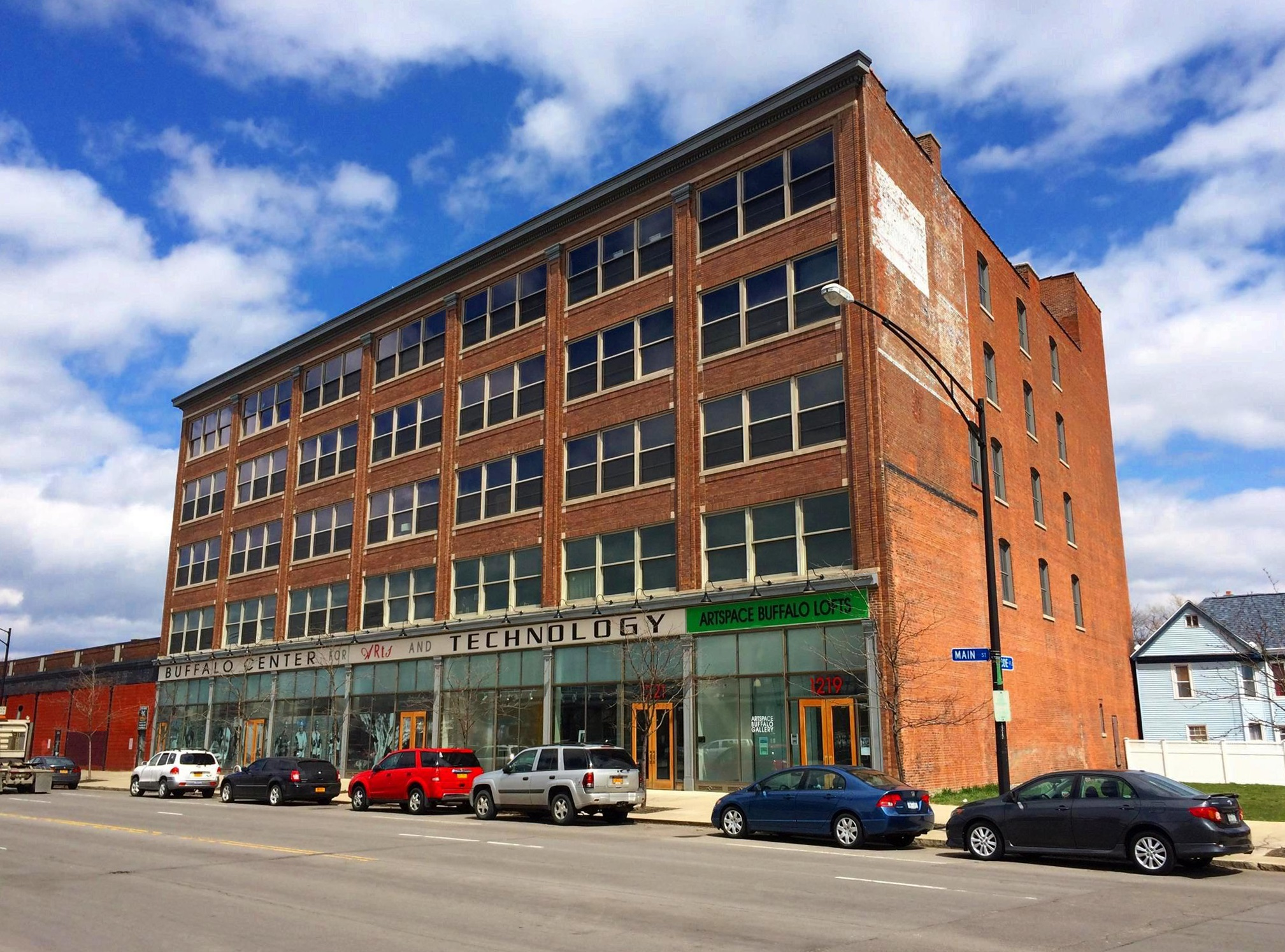
Das Gebäude des Unternehmens (2015)

Buffalo Electric Vehicle Company war ein US-amerikanischer Hersteller von Automobilen.

## Unternehmensgeschichte
Frank A. Babcock gründete 1906 das Unternehmen. Dazu übernahm er die Babcock Electric Carriage Company. Eine andere Quelle gibt an, dass das Unternehmen aus einem Zusammenschluss von Babcock Electric Carriage Company, Clark Automobile Company und Buffalo Automobile Station Company entstand. Der Sitz war in Buffalo im US-Bundesstaat New York. Er stellte bis 1915 Automobile her. Der Markenname lautete Buffalo. John Wanamaker verkaufte Fahrzeuge in Pennsylvania und New York City.
Es bestanden keine Verbindungen zu Buffalo Automobile & Auto-Bi Company, Buffalo Electric Carriage Company und Buffalo Gasoline Motor Company, die den gleichen Markennamen verwendeten.

## Fahrzeuge
Das Unternehmen stellte Elektroautos her. Dem Trend folgend, ähnelten sie optisch Fahrzeugen mit Ottomotoren.
Von 1912 bis 1914 gab es drei Karosserievarianten. Das Model 20 war ein Roadster, das Model 30 ein Coupé und das Model 30 B ein Brougham.
1915 stand mit dem Model 36 nur noch ein Coupé im Sortiment.

## Modellübersicht
| Jahr      | Modell     | Aufbau   |
| --------- | ---------- | -------- |
| 1912–1914 | Model 20   | Roadster |
| 1912–1914 | Model 30   | Coupé    |
| 1912–1914 | Model 30 B | Brougham |
| 1915      | Model 36   | Coupé    |